# بویاناپ، استرالیای غربی
بویاناپ (به انگلیسی: Boyanup) یک منطقهٔ مسکونی در استرالیا است که در استرالیای غربی واقع شده‌است.